# 다키아어
다키아어는 기원전 3000-1500년 사이 당시 카르파티아산맥 지역에서 생겨난 인도유럽조어 계통의 언어이다. 다키아어는 서기 600년에 사멸된 것으로 추정된다. 서기 1세기, 다키아어는 고대 다키아, 모이시아, 그리고 그 주변 지역에서 가장 널리 쓰이는 언어 중 하나였다.
학자들 사이에서는 다키아어가 인도유럽어족 계통의 언어라 암묵적으로 추정되나, 인도유럽어족 내에서의 언어학적 위치를 두고는 다양한 의견이 엇갈린다: (1) 다키아어는 트라키아어의 방언 중 하나이다. (2) 다키아어는 트라키아어에서 파생된 언어이나, 서로 간에 밀접한 관련성이 존재한다. (3) 다키아어, 트라키아어, 그리고 발트어파는 인도유럽어족에서 독특한 어파를 형성하였다. 다키-모이시아어가 알바니아어의 조상으로, 트라키아어와 다른 어파에 속하나, 트라키아와 밀접한 관련이 있으며 일리리아어와는 구별되는 독특성을 지니고 있다고도 추측되고 있다.

## 같이 보기
- 알바니아어
- 트라키아어
- 고대 발칸 제어
- 프리기아어
- 스키타이어